# Zhu Guo
Zhu Guo (Liaoning, 14 de junho de 1985) é um taekwondista chinês.
Zhu Guo competiu nos Jogos Olímpicos de 2008, na qual conquistou a medalha de bronze.